# Regiunea Morogoro
Morogoro este o regiune a Tanzaniei a cărei capitală este Morogoro. Are o populație de 1.929.000 locuitori și o suprafață de 71.000 km2.

## Subdiviziuni
Această regiune este divizată în 6 districte:
- Kilombero
- Kilosa
- Morogoro Rural
- Morogoro Urban
- Mvomero
- Ulanga